# Луговий (Карсунський район)
Луговий (рос. Луговой) — селище в Карсунському районі Ульяновської області Російської Федерації.
Населення становить 9 осіб. Входить до складу муніципального утворення Карсунське міське поселення.

## Історія
Від 2004 року входить до складу муніципального утворення Карсунське міське поселення.

## Населення
| 2010 |
| ---- |
| 9    |